# بادرة سمي ياغردوا (ديناران)
بادرة سمي یاغردوا (بالفارسية: بادره سمی یاگردوا) هي قرية تقع في إيران في قسم دیناران الريفي. يقدر عدد سكانها بـ 57 نسمة بحسب إحصاء 2016.